# DKW F 89

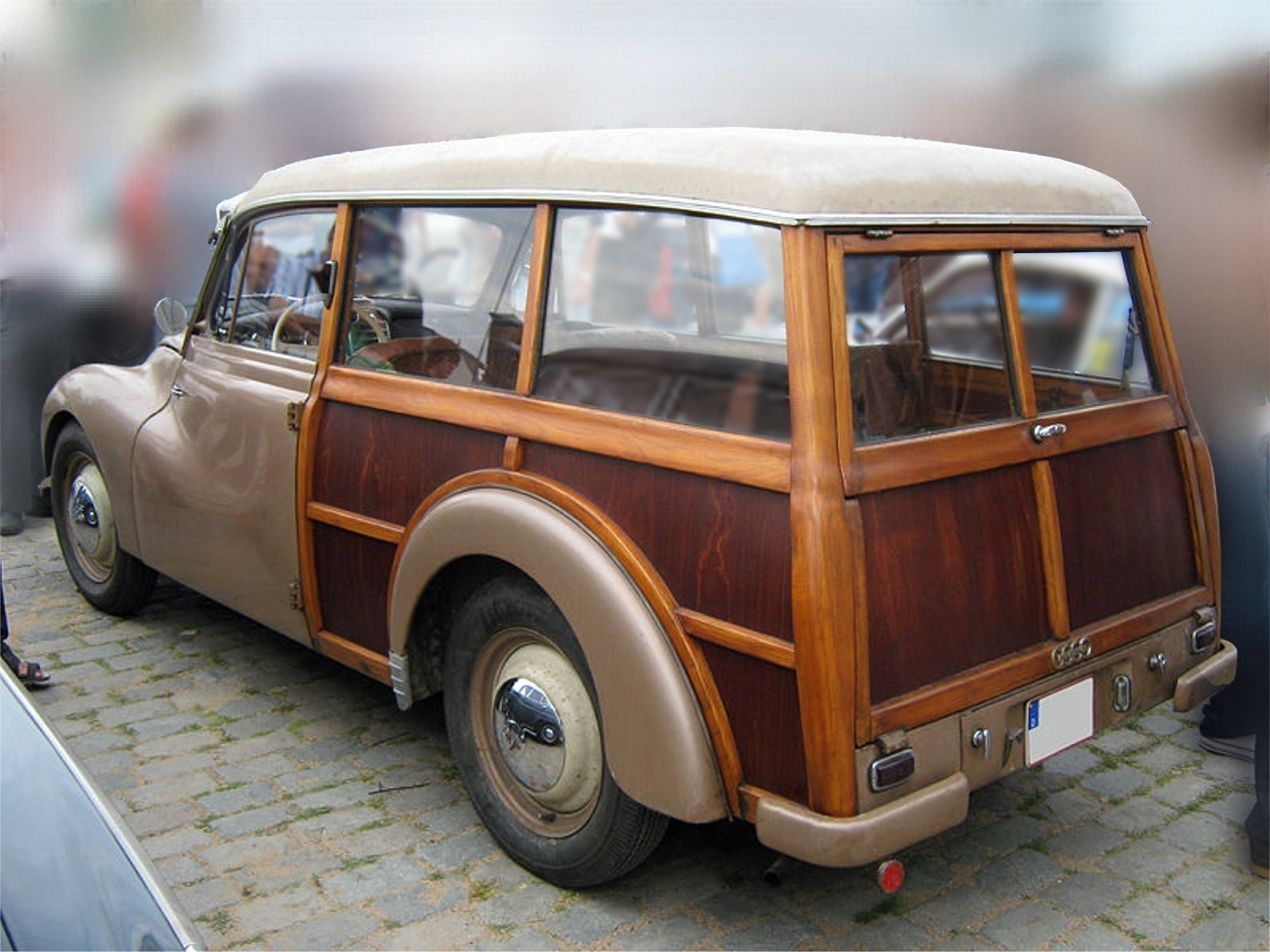
DKW Universal in Gemischtbauweise

Der DKW F 89 war 1950 der erste PKW der neu gegründeten Auto Union GmbH in Westdeutschland und wurde unter dem Namen „Meisterklasse“ verkauft.

## Allgemeines
Der DKW „Meisterklasse“ hatte die Karosserie des für 1940 geplanten DKW F 9. Die Karosserie bestand aus Stahlblech. Rahmen, Fahrwerk und Motor stammten vom DKW F 8, die Modellbezeichnung spiegelt dies wider: F 8-9: Motor vom F 8, Karosserie vom F 9. Der Motor war, anders als beim F 8, vor der Vorderachse eingebaut, der Kühler dahinter. Der Wagen zeichnete sich durch einen Luftwiderstandsbeiwert (cw-Wert) von 0,34 aus und die Fachpresse lobte seine hohe Fahrsicherheit, bedingt durch den Frontantrieb, die hydraulisch betätigten Trommelbremsen (vorn Duplex) und die hintere Schwebeachse, eine Starrachse an Schubstreben und hochliegender Querblattfeder.
Der Wagen lief in dem von Rheinmetall-Borsig übernommenen ehemaligen Rüstungswerk II in Düsseldorf-Derendorf vom Band.
Im Oktober 1951 folgte ein als F 89 U „Universal“ bezeichneter Kombi mit einem Aufbau in Holz-Stahl-Gemischtbauweise, der im März 1953 durch eine Ganzstahlkarosserie ersetzt wurde.
Bis zum Produktionsende im April 1954 wurden 59.475 Limousinen und 6.415 Kombis gebaut.
Karmann in Osnabrück fertigte 5010 viersitzige Cabriolets, Hebmüller in Wülfrath in kleinen Stückzahlen zweisitzige Cabriolets und Coupés.
Mit der Technik des F 89 entstand auch ein Lieferwagen mit der Bezeichnung F 89 L; Details siehe unter DKW-Schnellaster.

## Technische Daten
| DKW „Meisterklasse“ F 89 P/F 89 U (1950–1954) | DKW „Meisterklasse“ F 89 P/F 89 U (1950–1954)                                                      |
| --------------------------------------------- | -------------------------------------------------------------------------------------------------- |
| Motor                                         | Zweizylinder-Zweitakt-Reihenmotor (Parallel-Twin), quer vor der Vorderachse                        |
| Hubraum                                       | 684 cm³                                                                                            |
| Bohrung × Hub                                 | 76 × 76 mm                                                                                         |
| Leistung bei 1/min                            | 23 PS (17 kW) bei 4500                                                                             |
| Gemischaufbereitung                           | Solex-Fallstromvergaser                                                                            |
| Kühlung                                       | Wasser (Thermosiphon)                                                                              |
| Getriebe                                      | wahlweise (ab 1953) 3- oder 4-Gang-Getriebe mit Krückstockschaltung, Frontantrieb                  |
| Bremsen                                       | Hydraulisch betätigte Trommelbremsen, vorn: Duplex, hinten: Simplex                                |
| Radaufhängung vorn                            | Dreieckquerlenker mit hochliegender Querblattfeder, Teleskopstoßdämpfer                            |
| Radaufhängung hinten                          | Starrachse mit hochliegender Querblattfeder und Längslenkern („Schwebeachse“), Teleskopstoßdämpfer |
| Karosserie                                    | Ganzstahlkarosserie mit Kastenrahmen                                                               |
| Radstand                                      | 2350 mm (Universal: 2450 mm)                                                                       |
| Spurweite vorne/hinten                        | 1190 mm/1250 mm                                                                                    |
| Reifengröße                                   | 5.50–16, ab 1953: 5.60–15                                                                          |
| Länge                                         | 4200 mm (Universal: 4055 mm)                                                                       |
| Breite                                        | 1600 mm (Universal: 1520 mm)                                                                       |
| Höhe                                          | 1450 mm (Universal: 1555 mm)                                                                       |
| Leergewicht (ohne Fahrer)                     | 860 kg (Cabriolet: 890 kg, Universal: 900 kg)                                                      |
| Zulässiges Gesamtgewicht                      | 1280 kg (Universal: 1300 kg)                                                                       |
| Verbrauch (Gemisch 1 : 25)                    | ca. 8,5 l/100 km (Universal: ca. 9 l/100 km)                                                       |
| Höchstgeschwindigkeit                         | 100 km/h (Universal: 95 km/h)                                                                      |
| Preis der Limousine                           | 5830 DM                                                                                            |

## Produktionszahlen
| Jahr   | 1950 | 1951  | 1952  | 1953  | 1954 | Summe |
| ------ | ---- | ----- | ----- | ----- | ---- | ----- |
| F 89 P | 1380 | 14576 | 22356 | 12309 | 2279 | 52900 |
| F 89 U | 0    | 399   | 3452  | 2550  | 14   | 6415  |
| Summe  | 1380 | 14975 | 25808 | 14859 | 2293 | 59315 |

Die Angaben sind aus  Werner Oswald Deutsche Autos 1945-1975 von 1979 entnommen.

## Lizenzbauten

### Jugoslawien
In Jugoslawien wurde in Novo mesto der DKW F 89 Meisterklasse in den 1950/60er Jahren von der slowenischen Moto Montaža (später Industrija Motornih Vozil – IMV; heute Renault Revoz d.d.) in Lizenz montiert.

### „Schwestermodell“ in der DDR
Parallel zum DKW F 89 wurde in der DDR an alter Produktionsstätte der Auto Union AG in Zwickau ab 1950 der bis auf den Kühlergrill und den Motor baugleiche IFA F 9 in Serie gebaut, er war bereits mit einem Dreizylindermotor ausgerüstet. Bis 1956 wurden 40.663 Stück produziert. Neben der zweitürigen Limousine wurden Kombis, Cabriolets, Cabriolimousinen, Kübelwagen und „Schnell-Lieferwagen“ (Pick-up) gefertigt.